# Edward Peter
Edward Percival (Percy) Peter (28 maart 1902 - Bournemouth, september 1986) was een Brits waterpolospeler en zwemmer.
Edward Percival Peter nam driemaal deel aan de Olympische Spelen; in 1920, 1924 en 1928. In 1920 won hij in Antwerpen het brons op het onderdeel 4x200 meter vrije slag. Verder kwam hij vijfde binnen op zijn eerste wedstrijd op de 400 meter vrije slag en als achtste in de halve finale van de 1500 meter vrije slag. Vier jaar later in Parijs werd hij vijfde op de 4x200 meter vrije slag en kwam hij als derde binnen in de eerste ronde van de 40 meter vrije slag. In 1928, in Amsterdam, werd hij zesde op de 4x200 meter vrije slag, en maakte hij deel uit van het britse team dat de wedstrijd om de derde plaats verloor van Frankrijk.